# Gnetum gracilipes
Gnetum gracilipes C.Y.Cheng – gatunek rośliny z rodziny gniotowatych (Gnetaceae Blume). Występuje naturalnie w Chinach – w południowo-wschodnim Junnanie oraz południowej części regionu autonomicznego Kuangsi. 

## Morfologia
PokrójWiecznie zielone, zdrewniałe liany.
LiścieMają kształt od podłużnego do eliptycznego. Mierzą 6–15 cm długości i 2–5,5 cm szerokości. Są skórzaste. Blaszka liściowa jest o klinowej nasadzie i wierzchołku od ostrego do krótko spiczastego. Ogonek liściowy jest nagi i dorasta do 10 mm długości.
KwiatySą jednopłciowe, zebrane w szyszki przypominające kłosy. Oś szyszki jest nierozgałęziona. Kwiaty męskie zebrane są po 50–60, z 10–14 płonnymi kwiatami żeńskimi.
NasionaJako roślina nagonasienna nie wykształca owoców. Nasiona mają elipsoidalny kształt i osiągają 15–25 mm długości.

## Biologia i ekologia
Roślina dwupienna. Rośnie w wiecznie zielonych lasach.